# Irische Frauen-Cricket-Nationalmannschaft in den Niederlanden in der Saison 2022
Die Tour der irischen Frauen-Cricket-Nationalmannschaft in die Niederlande in der Saison 2022 fand vom 22. bis zum 26. August 2022 statt. Die internationale Cricket-Tour war Bestandteil der Internationalen Cricket-Saison 2022 und umfasste drei WODIs. Irland gewann die Serie 3–0.

## Vorgeschichte
Irland spielte zuvor eine Tour gegen Südafrika, für die Niederlande war es die erste Tour der Saison. Das letzte Aufeinandertreffen der beiden Mannschaften bei einer Tour fand in der Saison 2021 in Irland statt. Dies war die erste Tour nachdem die Niederlande im Mai 2022 WODI-Status erhalten haben.

## Stadien
Die folgenden Stadien wurden für die Austragung der Tour ausgewählt.
| Stadion             | Stadt      | Kapazität | Spiele       |
| ------------------- | ---------- | --------- | ------------ |
| VRA Cricket Ground  | Amstelveen | 4.500     | 1. & 2. WODI |
| Sportpark Westvliet | Voorburg   |           | 3. WODI      |

## Kaderlisten
Irland benannte seinen Kader am 9. August 2022.
| WODI | WODI |
| Niederlande | Irland |
| --- | --- |
| - Babette de Leede (K, wk) - Gwen Bloemen - Caroline de Lange - Eva Lynch - Phebe Molkenboer - Frederique Overdijk - Juliët Post - Robine Rijke - Silver Siegers - Annemijn Thomson - Annemijn van Beuge - Isabel van der Woning - Robyn van Oosterom - Jolien van Vliet - Iris Zwilling - Mikkie Zwilling | - Laura Delany (K) - Rachel Delaney - Georgina Dempsey - Amy Hunter - Shauna Kavanagh - Arlene Kelly - Gaby Lewis - Louise Little - Sophie MacMahon - Kate McEvoy - Cara Murray - Leah Paul - Orla Prendergast - Mary Waldron (wk) |

## Women’s One-Day Internationals

### Erstes WODI in Amstelveen
| 22. August Scorecard | Amstelveen | Niederlande 84 (32.5)        | – | Irland 87-5 (19.3) |
|                      |            | Irland gewinnt mit 5 Wickets |   |                    |

Irland gewann den Münzwurf und entschied sich als Feldmannschaft zu beginnen.

### Zweites WODI in Amstelveen
| 24. August Scorecard | Amstelveen | Irland 337-8 (50)           | – | Niederlande 127 (33.2) |
|                      |            | Irland gewinnt mit 210 Runs |   |                        |

Die Niederlande gewannen den Münzwurf und entschieden sich als Feldmannschaft zu beginnen.

### Drittes WODI in Voorburg
| 26. August Scorecard | Voorburg | Niederlande 185 (47.5)       | – | Irland 188-2 (35.3) |
|                      |          | Irland gewinnt mit 8 Wickets |   |                     |

Die Niederlande gewannen den Münzwurf und entschieden sich als Schlagmannschaft zu beginnen.